# آتيلا بسياني
آتيلا بسياني (بالفارسية: آتیلا پسیانی) (30 أبريل 1957 - 6 أكتوبر 2023)، هو ممثل سينمائي إيراني شهير من مواليد طهران 1957.

## روابط خارجية
- آتيلا بسياني على موقع IMDb (الإنجليزية)
- آتيلا بسياني على موقع قاعدة بيانات الفيلم (الإنجليزية)